# 李順興
李顺兴（?—?），北魏、西魏京兆杜陵（今陕西省西安市东南）人。
李顺兴常戴道士冠，言多奇异。时人以为多验。乍愚乍智，言未来事，有应验的，号为“李练”。得人所施舍，都分给穷人。萧宝夤反，问李顺兴：“朕王可几年？”回答：“为天子自有百年者，十年者，一年者，百日者，事由可知。”萧宝夤败，只有百日。萧宝夤之党侯终德棒杀李顺兴，置于城隍庙中。不久，起来活动如初。李顺兴向宇文泰请求温泉东骊山下二亩地，称“有用”。未几，至温泉遇患，在其地去世。大统十三年，李顺兴对宇文泰说：“可于沙苑北作一老君象，面向北，作笑状。”宇文泰问缘故，他回答：“令笑破蠕蠕。”时人未解其意。蠕蠕国灭，宇文泰想起来他的话，在老君侧作李顺兴象。